# Nomada vulpis
Nomada vulpis är en biart som beskrevs av Cockerell 1921. Nomada vulpis ingår i släktet gökbin, och familjen långtungebin. Inga underarter finns listade i Catalogue of Life.